# لئون والراس

Théorie mathématique de la richesse sociale, 1883

لئون والراس (به فرانسوی: Léon Walras) (زاده ۱۶ دسامبر ۱۸۳۴ در اورو، فرانسه - درگذشته ۵ ژانویه ۱۹۱۰ در مونترو، سوئیس) اقتصاددان فرانسوی بود. وی را واضع نظریه تعادل عمومی در علم اقتصاد می‌دانند.
چون وی بیشتر آثار خود را به زبان فرانسه منتشر می‌کرد، نظریاتش در بریتانیا، که در قرن نوزدهم مرکز تولید نظریات اقتصادی به‌شمار می‌رفت، اقبال چندانی نیافت؛ اما امروز او و دیوید ریکاردو و مارکس را جزو مهمترین نظریه پردازان اقتصادی قرن نوزدهم می‌دانند.
وی فرزند آگوست والراس بود که خود نیز اقتصاددان بود. لئون والراس از آنتونی آگوستین کورنو (که یکی از دوستان پدرش بود) نیز تأثیر زیادی گرفته‌است.